# Alloplectus inflatus
Alloplectus inflatus là một loài thực vật có hoa trong họ Tai voi. Loài này được J.L.Clark & L.E.Skog mô tả khoa học đầu tiên năm 2005.